# インティマシー・コーディネーター

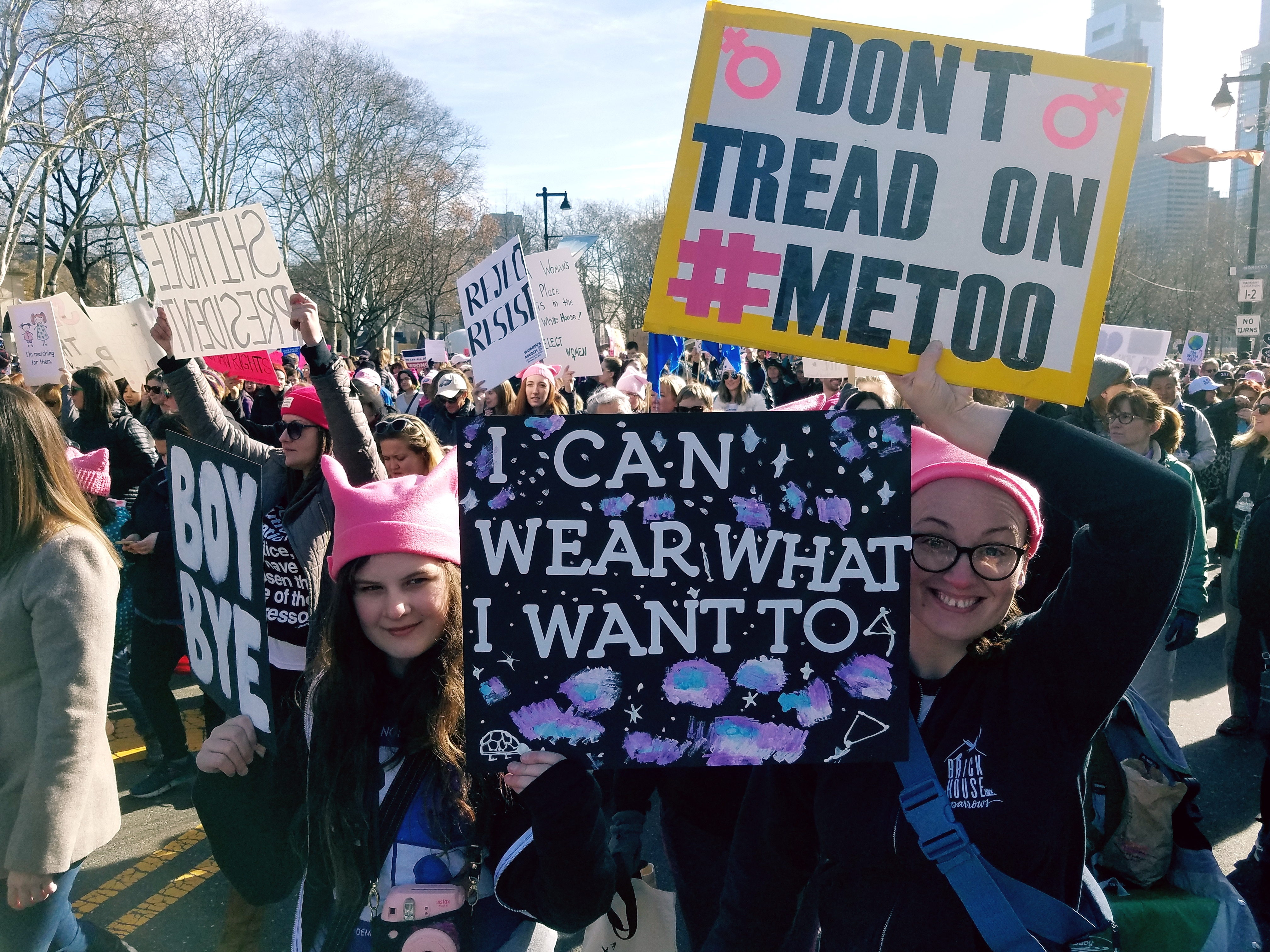
＃MeToo運動を機に米フィラデルフィアで行われた女性による大規模デモ（2018年）。＃MeToo運動はインティマシー・コーディネーターという職種が誕生する重要なきっかけとなった。

インティマシー・コーディネーター（英：Intimacy Coordinator）は、映画・テレビや舞台など視覚芸術の制作に関わる職種のひとつ。俳優らの身体的接触やヌードなどが登場するシーンにおいて、演者の尊厳や心身の安全を守りながら、演者側と演出側の意向を調整してシーンの真実性や正確性を担保する職種と一般に定義されている。
英語の「インティマシー」は本来の「親密さ」のほかに個人の性的な領域・行為という語義があり、それを撮影現場で調整・調停する役割を担うものとしてこの職名がある。米・英の映画やドラマの撮影現場を中心にはじまり、日本では2020年頃から導入が開始されたが、まだ職種が誕生して日が浅いため、どのような仕事が職権に含まれるのかなど、模索が続いている。

## 歴史
現代の映画やテレビドラマでは性的場面やヌードが頻繁に登場するが、アメリカできわめて大きな影響力を持っていた映画プロデューサー、ハーヴェイ・ワインスタインによる長期におよぶ性加害事件が2017年に発覚すると、性的シーンの撮影における安全確保を求める声が主に女優の側から上がるようになった。
また、若い新人俳優のように撮影現場で力の弱い立場にある者が、意に沿わない形で撮影を強要されるケースにも懸念の声が広がった。事件がMeToo運動として世界的に広がるなか、そうした声を背景に、2017年にイギリスのタレント・エージェンシーが撮影・演劇関係のコーディネーターだったイタ・オブライエンの示唆を得ながら、性的場面（インティマシー・シーン）の撮影に関する最初のガイドラインを作成した。
この動きはイギリスとアメリカで短期間に拡大し、まず2018年にアメリカのHBOが、そうしたシーンの撮影を調整する職種を導入、このころからそうした職種が「インティマシー・コーディネーター」と呼ばれるようになった。続いてBBCが2019年のドラマ『ジェントルマン・ジャック〈未〉』においてオブライエンをインティマシーに関わる撮影のコーディネーターとして採用。同年これにNetflixによるドラマでの採用が続く。
こうした動きを受けて、ロサンゼルスに本拠を置く映画俳優らの労働組合SAG-AFTRA（映画俳優組合・米テレビ・ラジオ芸術家連盟）も2019年にはガイドライン作成に乗り出し、その後、所属組合員を対象にインティマシー・コーディネーターの利用を積極的に推奨するようになった。
そして2021年以降には、アメリカのIPA (Intimacy Professionals Association) をはじめいくつかの認定機関がインティマシー・コーディネーターの資格授与を開始している。日本ではNetflixの日本版ドラマ『彼女』で2021年に初めて本格的に導入されたのち、アメリカで認定を受けたコーディネーターらがドラマや映画・舞台での活動を始め、2022年度の『ユーキャン新語・流行語大賞』候補にノミネートされるなど、社会的にも注目されるようになった。
しかし、フランスでは2024年に至ってようやく最初のコーディネーターが活動を開始するなど、本格的な導入が始まって日が浅く、どのような領域が職分に含まれるのか、どんな権限をもつべきかといった職種についての共通理解は、欧米諸国の中でもまだ議論・確立の途上にある。著名俳優の間ではマイケル・ダグラスやジェニファー・アニストン、グウィネル・パルトロウなどが撮影現場での導入に否定的な一方で、ユアン・マクレガーやエマ・トンプソンらは積極的な活用を推奨している。

## 育成・認証機関の例
- 上述のとおりアメリカの IPA (Intimacy Professionals Association) がSAG-AFTRAのガイドラインに沿った育成コースを設け、修了者に認定証を授与している[26]。このコースでは週 1回・4時間ずつのオンライン講義を約4か月間受講した上で、4日間の対面ワークショップに参加する[27]。
- イギリスでは、2024年3月に国立映画学校（National Film and Television School）が、インティマシー・コーディネーター養成の専門コースを新設すると発表した[28][29]。

## 何を行うか

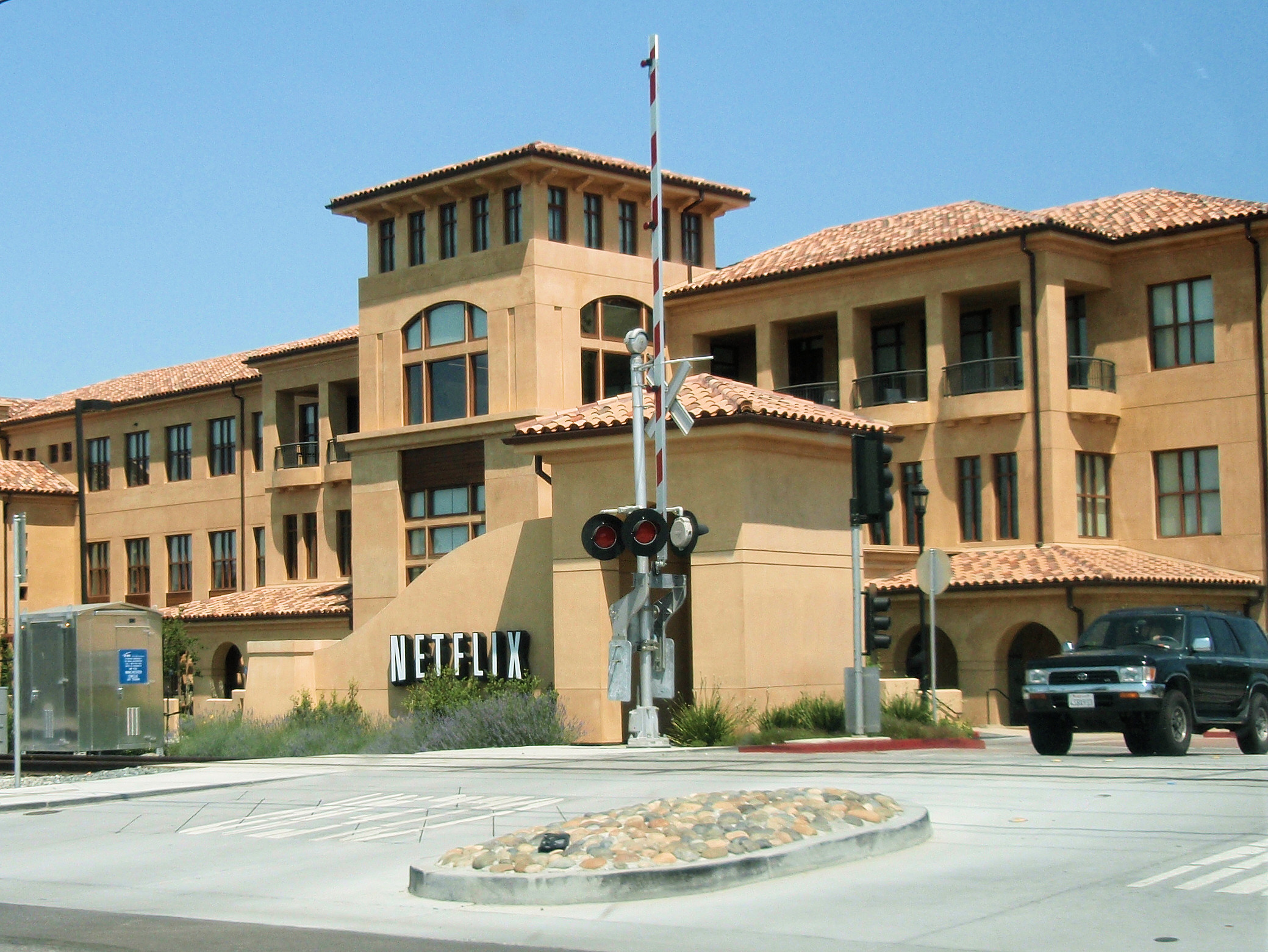
米カリフォルニア州にあるNetflixの本社（2008年）。各国で現地語のドラマを数多く制作するNetflixがインティマシー・コーディネーターを採用したことも、普及を大きく後押しした。

SAG-AFTRAが作成したガイドラインによると、インティマシー・コーディネーターは職分として次のことを担当する。
- 俳優と制作側の間の橋渡しをする代弁者・仲裁者として行動する。
- 俳優および他の制作スタッフの作業が、適切な安全管理のもとで進められるよう配慮する。
- 監督の望む演出を実現するための手段として働く。
- 監督の意向に応じて、シーンの真実らしさが確保されるよう演技指導・相談を行う。
- 極度に肌を露出した撮影現場において何が期待されているのか、俳優らが理解し、俳優側が適切かつ継続的な合意のもとで演技できる環境をととのえる。

具体的には、性的シーンの撮影現場において、強い権限をもった監督の意向によって俳優側が自身の尊厳を犯される形で撮影を強いられることがないよう両者の意向を確認して効果的なシーンの撮影につなげる、女優が肌を露出するシーンで不要な見学者が入らぬよう調整する、といったケースが考えられている。
SAG-AFTRAは、この職分の導入によって、俳優側は撮影時の安全を確保して不必要な露出が避けられるほか、演出側にとっても、デリケートな場面の撮影をスムーズに進めて場面自体の真実性も増すことができる、といったメリットがあるとしている。
2023年時点、アメリカの撮影現場では、性的シーンにとどまらず、子供を抱き上げる、社交的なハグ、排尿や月経に関わる演技など、幅広いシーンにコーディネーターが関わるようになっているとされる。

### 制作プロセスの例
NHKのドラマ『大奥』に出演した高嶋政伸は、出演後、実の娘に性的暴行を加えるシーンでインティマシー・コーディネーターがついた経験を振り返っている（NHK『大奥 幕末編（16）』2023年放送）。
それによるとコーディネーターはまず監督に台本のカット割りをこまかくヒアリングし、それについて俳優側の意向を確認、さらに制作スタッフを交えてカメラ位置やアングル、俳優の体の動かし方などをこまかく検討したという。ここで男優・女優が別の場所にいても撮影できるカット（男優の表情のクローズアップなど）は個別に撮影する、といった基本方針が相談された。
そして撮影当日は「暴行・乱暴・レイプ」といった言葉は、その場に俳優がいなくとも現場では一切口にしないようコーディネーターが呼びかけ、撮影内容を確認するモニターも許可されたもの以外はスタジオ内外ですべて消すといった配慮がなされている。

## 日本での導入事例（一部）
上述のような専門トレーニングを受けて日本で実際に活動しているインティマシー・コーディネーターは、2020年に資格を取得した浅田智穂 、西山ももこ、2021年に資格を取得した黒田はるから、合計4人とされる（2024年8月時点）。またこれとは別に、俳優の小松みゆきが「インティマシー・シーン」のコーディネーターとして独自に活動を行っている。
Netflixプロデューサーの岡野真紀子によると、岡野が2021年に入社後、すべての脚本をインティマシー・コーディネーターが確認しているという。
| 公開年 | 題名                                    | ジャンル                  | 製作・配給など                         | 出典          |
| ------ | --------------------------------------- | ------------------------- | -------------------------------------- | ------------- |
| 2021   | 彼女                                    | 映画                      | Netflix                                | [ 41 ]        |
| 2021   | それでも愛を誓いますか？                | テレビドラマ              | 朝日放送テレビ                         |               |
| 2022   | 金魚妻                                  | 配信ドラマ                | Netflix                                | [ 42 ] [ 43 ] |
| 2022   | 今夜、わたしはカラダで恋をする。        | テレビドラマ              | 朝日放送テレビ                         | [ 44 ]        |
| 2022   | 少年アビス                              | テレビドラマ              | 毎日放送                               |               |
| 2022   | ミス・サイゴン                          | 舞台                      | 東宝                                   | [ 45 ]        |
| 2022   | サワコ〜それは、果てなき復讐            | テレビドラマ              | BS-TBS                                 | [ 46 ]        |
| 2022   | 百合の雨音                              | 映画                      | 日活                                   | [ 47 ]        |
| 2022   | エルピス-希望、あるいは災い-            | テレビドラマ              | 関西テレビ                             | [ 18 ]        |
| 2022   | 自転車屋さんの高橋くん                  | テレビドラマ              | テレビ東京                             | [ 48 ]        |
| 2022   | 夜、鳥たちが啼く                        | 映画                      | クロックワークス                       |               |
| 2023   | ファミリア                              | 映画                      | キノフィルムズ                         |               |
| 2023   | 屏風                                    | 舞台                      | MASHIRA.ENT                            | [ 49 ]        |
| 2023   | 大奥                                    | テレビドラマ              | NHK                                    | [ 32 ] [ 50 ] |
| 2023   | アカイリンゴ                            | テレビドラマ              | 朝日放送テレビ                         | [ 51 ]        |
| 2023   | 今夜、わたしはカラダで恋をする。Season2 | テレビドラマ              | 朝日放送テレビ                         | [ 52 ]        |
| 2023   | 生理のおじさんとその娘                  | テレビドラマ              | NHK                                    |               |
| 2023   | サンクチュアリ -聖域-                   | 配信ドラマ                | Netflix                                |               |
| 2023   | 怪物                                    | 映画                      | GAGA                                   | [ 50 ]        |
| 2023   | 658km、陽子の旅                         | 映画                      | カルチュア・パブリッシャーズ           | [ 53 ]        |
| 2023   | チェンソーマン                          | 舞台                      | ネルケプランニング                     | [ 54 ]        |
| 2023   | 君には届かない。                        | テレビドラマ              | TBS                                    |               |
| 2023   | 春画先生                                | 映画                      | ハピネットファントム・スタジオ         | [ 55 ]        |
| 2023   | 正欲                                    | 映画                      | ビターズ・エンド                       | [ 56 ]        |
| 2023   | 神の子はつぶやく                        | テレビドラマ              | NHK                                    |               |
| 2023   | 花腐し                                  | 映画                      | 東映ビデオ                             | [ 57 ] [ 58 ] |
| 2024   | インヘリタンス―継承―                    | 舞台                      | 東京芸術劇場                           |               |
| 2024   | パレード                                | 映画                      | Netflix                                | [ 50 ]        |
| 2024   | 52ヘルツのクジラたち                    | 映画                      | ギャガ                                 | [ 59 ]        |
| 2024   | 恋をするなら二度目が上等                | テレビドラマ              | 毎日放送                               | [ 60 ]        |
| 2024   | ハザカイキ                              | 舞台                      | Bunkamura                              |               |
| 2024   | 四月になれば彼女は                      | 映画                      | 東宝                                   |               |
| 2024   | 25時、赤坂で                            | テレビドラマ              | テレビ東京                             | [ 61 ]        |
| 2024   | 東京タワー                              | テレビドラマ              | テレビ朝日                             | [ 62 ]        |
| 2024   | シティーハンター                        | 映画                      | Netflix                                | [ 63 ]        |
| 2024   | 燕は戻ってこない                        | テレビドラマ              | NHK                                    |               |
| 2024   | 蒲団                                    | 映画                      | BBB                                    | [ 64 ]        |
| 2024   | 湖の女たち                              | 映画                      | 東京テアトル                           |               |
| 2024   | 1122 いいふうふ                         | 配信ドラマ                | Amazon Prime Video                     | [ 50 ]        |
| 2024   | つゆのあとさき                          | 映画                      | BBB                                    | [ 65 ]        |
| 2024   | あの子の子ども                          | テレビドラマ              | 関西テレビ                             | [ 66 ]        |
| 2024   | 地面師たち                              | 配信ドラマ                | Netflix                                | [ 67 ]        |
| 2024   | 極悪女王                                | 配信ドラマ                | Netflix                                | [ 34 ]        |
| 2024   | 箱男                                    | 映画                      | ハピネットファントム・スタジオ         | [ 68 ]        |
| 2024   | 恋愛バトルロワイヤル                    | 配信ドラマ                | Netflix                                |               |
| 2024   | 透明なわたしたち                        | 配信ドラマ                | ABEMA                                  |               |
| 2024   | スメルズ ライク グリーン スピリット     | テレビドラマ              | 毎日放送                               | [ 69 ]        |
| 2024   | 私の町の千葉くんは。                    | テレビドラマ              | テレビ東京                             |               |
| 2024   | 私たちが恋する理由                      | テレビドラマ              | テレビ朝日                             | [ 70 ]        |
| 2024   | わたしの宝物                            | テレビドラマ              | フジテレビ                             |               |
| 2024   | STRANGERS                               | 映画                      | impasse                                | [ 71 ]        |
| 2024   | 情事と事情                              | 配信ドラマ                | NTTドコモ / Lemino                     |               |
| 2024   | 外道の歌                                | 配信ドラマ                | DMM TV                                 |               |
| 2025   | べらぼう〜蔦重栄華乃夢噺〜              | テレビドラマ              | NHK                                    | [ 72 ]        |
| 2025   | 財閥復讐                                | テレビドラマ              | テレビ東京                             |               |
| 2025   | マイ・ワンナイト・ルール                | テレビドラマ              | テレビ東京                             | [ 73 ]        |
| 2025   | ふったらどしゃぶり                      | テレビドラマ              | 毎日放送                               |               |
| 2025   | コールミー・バイ・ノーネーム            | テレビドラマ              | 毎日放送                               | [ 74 ]        |
| 2025   | ホンノウスイッチ                        | テレビドラマ              | テレビ朝日                             |               |
| 2025   | それでも俺は、妻としたい                | テレビドラマ              | テレビ大阪                             |               |
| 2025   | キスでふさいで、バレないで。            | テレビドラマ              | 読売テレビ                             |               |
| 2025   | 魔物                                    | テレビドラマ              | テレビ朝日                             | [ 75 ]        |
| 2025   | 悪鬼のウイルス                          | 映画                      | イオンエンターテイメント               | [ 76 ]        |
| 2025   | ボニー&クライド                         | 舞台                      | ホリプロ / 東宝                        | [ 77 ]        |
| 2025   | 時には懺悔を                            | 映画                      | ソニー・ピクチャーズエンタテインメント | [ 78 ]        |
| 2025   | 黒弁護士の痴情 世界でいちばん重い純愛   | 配信ドラマ / テレビドラマ | DMM TV / TOKYO MX                      | [ 79 ]        |
| 2025   | 死ぬほど愛して                          | 配信ドラマ                | ABEMA SPECIAL                          | [ 80 ]        |
| 2025   | 年下童貞くんに翻弄されてます            | テレビドラマ              | 毎日放送                               | [ 81 ]        |

## 議論
ショーン・ビーンによる批判
2022年8月、映画『スノーピアサー』や人気ドラマ『ゲーム・オブ・スローンズ』などで知られる俳優のショーン・ビーンがメディアの取材に答え、インティマシー・コーディネーターの存在が「作品の撮影現場において繊細な空気感を破壊してしまう」などと発言、これに批判が集まった。
『先生の白い嘘』
2024年7月に公開された映画『先生の白い嘘』について、三木康一郎監督が「主演女優からインティマシー・コーディネーターを入れてほしいという要望があったが、入れない方法論を選んだ」「間に人を入れたくなかった」などと述べるインタビュー記事がネット上で公開された。
この映画は性加害を中心的な題材のひとつとする作品だったため、制作側の判断にソーシャルメディアなどで批判が集まった。公開初日の舞台挨拶では監督とプロデューサーらが釈明・謝罪したうえで、主演女優の奈緒は「対等な立場で監督と話し合いをして、言いたいことは伝えたうえで自分で決めた」と説明した。
映画の公式サイトでは「撮影当時は日本での（インティマシー・コーディネーターの）事例も少なく、出演者事務所や監督と話し合い、第三者を介さず直接コミュニケーションをとって撮影するという選択をとり、撮影時は「（俳優らに）絵コンテによる事前説明を行い、撮影カメラマンは女性が務め、男性スタッフが退出するなど、細心の注意を払った」などと釈明する声明が掲載された。
『ANORA アノーラ』
2024年にイギリスで公開された映画『ANORA アノーラ』は性風俗が主題の作品であるため主演の女優と男優は多くのヌード・性的シーンを撮影しているが、俳優・監督らの判断によりインティマシー・コーディネーターはつけずに製作されている。主演を務めたマイキーは「密室で私と監督だけで決めるのではなく、私と私のチーム、共演者や彼らのチームなど、関わる人みんなが参加して、共通認識のもと一緒に決断を下しました」と述べている。加えて「将来、シーンに関わる俳優全員にとって正しい決断だと感じられたら、ぜひともインティマシー・コーディネーターと仕事がしたいです」とも答えている。

## 関連文献
- 西山ももこ 『インティマシー・コーディネーター 正義の味方じゃないけれど』（論創社 、2024）ISBN 978-4-8460-2270-9
- Brooke M. Haney ed., The Intimacy Coordinator's GuidebookSpecialties for Stage and Screen (Routledge, 2024) ISBN 978-1032531465